# Grande dizionario della lingua italiana
Il Grande dizionario della lingua italiana è un dizionario storico della lingua italiana, opera monumentale dell'editoria e della lessicografia italiana, in 21 volumi e 22.700 pagine.
Nato come aggiornamento del celebre Dizionario della lingua italiana di Niccolò Tommaseo, edito da Giuseppe Pomba nel 1861, il Grande dizionario della lingua italiana fu fondato nel 1961 da Salvatore Battaglia; la sua pubblicazione, ad opera della casa editrice torinese UTET, fu completata nel 2002 sotto la direzione del critico letterario Giorgio Barberi Squarotti; l'opera è stata successivamente integrata con due supplementi nel 2004 e nel 2009. Il 12 settembre 2017 è stato firmato l'accordo tra la casa editrice UTET Grandi Opere e l'Accademia della Crusca per consentire la consultazione dell'opera in Rete; il 9 maggio 2019 il dizionario è reso disponibile online.

## Contenuto
L'opera consta di un dizionario storico della lingua italiana edito in ventuno volumi, contenenti 22 700 pagine, il cui testo è disposto su tre colonne (tutte senza illustrazioni in quanto Dizionario). Il dizionario analizza 183 594 parole della lingua italiana, documentate grazie allo studio di 14 061 opere e 6 077 autori. A integrazione dell'opera, sono stati pubblicati, sotto la direzione di Edoardo Sanguineti, due supplementi, uno nel 2004, l'altro nel 2009; il supplemento del 2009 consta di 900 pagine in un unico volume, mentre quello del 2004 ne conta 1 105 complessive ed è composto di due volumi, il supplemento vero e proprio e l'Indice degli autori. L'indice, curato da Giovanni Ronco, racchiude i riferimenti agli autori citati nei ventuno volumi del dizionario e nel primo supplemento.

## Principi e struttura del lemmario
Le singole voci (lemmi) sono scritte in grassetto; al lemma seguono l'indicazione della categoria grammaticale ed eventuali arcaismi dello stesso termine, resi con forme grafico-fonetiche differenti. Se il termine presenta numerose accezioni, seguono i differenti significati, anche quelli metaforici o fraseologici, ordinati con l'indicazione di numeri arabi. In ogni singola voce, comprese anche le singole accezioni semantiche, vengono elencate le attestazioni letterarie del termine ricercato con l'indicazione di riga e dell'opera dove esse appaiono. A quest'area, definibile come area del lemma, segue l'area etimologica, in genere introdotta dal simbolo = (uguale).